# 恪貞仁壽皇后
恪貞仁壽皇后鄒氏（1584年—1644年），順天人，明朝福忠王朱常洵继妃，在万历三十一年十二月十三日（1604年1月13日）冊封。

## 生平
崇禎十四年正月二十日（1641年3月1日），李自成攻克洛陽，鄒氏逃至孟津、孟縣，後來又到懷慶。當懷慶亦被攻陷，鄒氏匿藏至書堂官黃奎的家。弘光帝即位後，遙上尊號恪貞仁壽皇太后。
崇禎十七年八月十三日（1644年9月13日），康永寧及張成福奉鄒氏到南京。後來清兵迫近，馬士英以黔兵四百人奉鄒氏到杭州，她又召來潞王朱常淓，命令他監國，但潞王終不接受監國。不久鄒氏北走至淮，打算跳河而死，但不成功，她就依附黃調鼎（孝哲简皇后之弟，弘光帝的妻舅）。
她去世後，和朱常洵合葬熙陵。